# Gabinete Rutte III
El Gabinete Rutte III es un Gabinete de los Países Bajos, formado por los partidos Partido Popular por la Libertad y la Democracia (VVD), Llamada Demócrata Cristiana (CDA), Demócratas 66 (D66) y Unión Cristiana (CU). El rey Guillermo Alejandro de los Países Bajos juramentó al Gabinete el 26 de octubre de 2017, después de las elecciones generales de los Países Bajos de 2017 y las negociaciones para formar el nuevo Gabinete. Las negociaciones ocuparon 225 días, lo que es un récord en la historia holandesa, nunca antes había pasado tiempo entre las elecciones y la toma de posesión del nuevo Gabinete.

## Composición
| Ministro                                     | Ministro               | Ministro                             | Título                           | Ministerio                                                                                    | Legislatura                                     | Partido |
| -------------------------------------------- | ---------------------- | ------------------------------------ | -------------------------------- | --------------------------------------------------------------------------------------------- | ----------------------------------------------- | ------- |
|                                              | Mark Rutte             | Mark Rutte (nacido 1967)             | Primer Ministro                  | Asuntos Generales                                                                             | 14 de octubre de 2010 – En el cargo             | VVD     |
|                                              | Hugo de Jonge          | Hugo de Jonge (nacido 1977)          | Vice primer ministro / Ministro  | Salud, Bienestar y Deporte                                                                    | 26 de octubre de 2017 – En el cargo             | CDA     |
|                                              | Kajsa Ollongren        | Kajsa Ollongren (nacido 1967)        | Vice primera ministra / Ministra | Interior y Relaciones del Reino                                                               | 26 de octubre de 2017 – En el cargo             | D66     |
|                                              | Carola Schouten        | Carola Schouten (nacido 1977)        | Vice primera ministra/ Ministra  | Agricultura, Naturaleza y Calidad Alimentaria                                                 | 26 de octubre de 2017 – En el cargo             | CU      |
|                                              | Halbe Zijlstra         | Halbe Zijlstra (nacido 1969)         | Ministro                         | Asuntos Exteriores                                                                            | 26 de octubre de 2017 – 13 de febrero de 2018   | VVD     |
|                                              | Stef Blok              | Stef Blok (nacido 1964)              | Ministro                         | Asuntos Exteriores                                                                            | 7 de marzo de 2018 – En el cargo                | VVD     |
|                                              | Wopke Hoekstra         | Wopke Hoekstra (nacido 1975)         | Ministro                         | Finanza                                                                                       | 26 de octubre de 2017 – En el cargo             | CDA     |
|                                              | Ferdinand Grapperhaus  | Ferdinand Grapperhaus (nacido 1959)  | Ministro                         | Justicia y Seguridad                                                                          | 26 de octubre de 2017 – En el cargo             | CDA     |
|                                              | Eric Wiebes            | Eric Wiebes (nacido1963)             | Ministro                         | Asuntos Económicos y el Enterno                                                               | 26 de octubre de 2017 – En el cargo             | VVD     |
|                                              | Ank Bijleveld          | Ank Bijleveld (nacido 1962)          | Ministra                         | Defensa                                                                                       | 26 de octubre de 2017 – En el cargo             | CDA     |
|                                              | Ingrid van Engelshoven | Ingrid van Engelshoven (nacido 1966) | Ministra                         | Educación, Cultura y Ciencia                                                                  | 26 de octubre de 2017 – En el cargo             | D66     |
|                                              | Cora van Nieuwenhuizen | Cora van Nieuwenhuizen (nacido 1963) | Ministra                         | Infraestructura y Administración de Agua                                                      | 26 de octubre de 2017 – En el cargo             | VVD     |
|                                              | Wouter Koolmees        | Wouter Koolmees (nacido 1977)        | Ministro                         | Asuntos Sociales y Ocupación                                                                  | 26 de octubre de 2017 – En el cargo             | D66     |
| Ministros sin cartera                        | Ministros sin cartera  | Ministros sin cartera                | Título                           | Cartera/Ministerio                                                                            | Legislatura                                     | Partido |
|                                              | Sander Dekker          | Sander Dekker (nacido 1975)          | Ministro                         | Segurida Pública (dentro Justicia y Seguridad)                                                | 26 de octubre de 2017 – En el cargo             | VVD     |
|                                              | Bruno Bruins           | Bruno Bruins (nacido 1963)           | Ministro                         | Cuidado de Salud (dentro Salud, Bienestar y Deporte)                                          | 26 de octubre de 2017 – En el cargo             | VVD     |
|                                              | Arie Slob              | Arie Slob (nacido 1961)              | Ministro                         | Educación Primaria, Educación Secundaria y Comunicación (dentro Educación, Cultura y Ciencia) | 26 de octubre de 2017 – En el cargo             | CU      |
|                                              | Sigrid Kaag            | Sigrid Kaag (nacido 1961)            | Ministra                         | Comercio Exterior y Cooperación al desarrollo (dentro de Asuntos Generales)                   | 26 de octubre de 2017 – En el cargo             | D66     |
| Secretarios de Estado                        | Secretarios de Estado  | Secretarios de Estado                | Título                           | Cartera/Ministerio                                                                            | Legislatura                                     | Partido |
|                                              | Raymond Knops          | Raymond Knops (nacido 1971)          | Secretario de Estado             | Relaciones del Reino (dentro Interior y Relaciones del Reino)                                 | 26 de octubre de 2017 – En el cargo             | CDA     |
|                                              | Menno Snel             | Menno Snel (nacido 1970)             | Secretario de Estado             | Asuntos Fiscales (dentro de Finanza)                                                          | 26 de octubre de 2017 – 18 de diciembre de 2019 | D66     |
|                                              | Alexandra van Huffelen | Alexandra van Huffelen (nacido 1968) | Secretario de Estado             | Asuntos Fiscales (dentro de Finanza)                                                          | 29 de enero de 2020 –                           | D66     |
|                                              |                        | Hans Vijlbrief (nacido 1963)         | Secretario de Estado             | Asuntos Fiscales (dentro de Finanza)                                                          | 29 de enero de 2020 –                           | D66     |
|                                              | Mark Harbers           | Mark Harbers (nacido 1969)           | Secretario de Estado             | Inmigración (dentro de Justicia y Seguridad)                                                  | 26 de octubre de 2017 – 21 de mayo de 2019      | VVD     |
|                                              | Ankie Broekers-Knol    | Ankie Broekers-Knol (nacido 1946)    | Secretario de Estado             | Inmigración (dentro de Justicia y Seguridad)                                                  | 11 de junio de 2019 – En el cargo               | VVD     |
|                                              | Mona Keijzer           | Mona Keijzer (nacido1968)            | Secretaria de Estado             | Competencia, PyME (dentro de Asuntos Económicos y el Enterno)                                 | 26 de octubre de 2017 – En el cargo             | CDA     |
|                                              | Barbara Visser         | Barbara Visser (nacido 1977)         | Secretaria de Estada             | Personal militar (dentro de Defensa)                                                          | 26 de octubre de 2017 – En el cargo             | VVD     |
|                                              | Paul Blokhuis          | Paul Blokhuis (nacido 1963)          | Secretario de Estado             | Prevención (dentro de Salud, Bienestar y Deporte)                                             | 26 de octubre de 2017 – En el cargo             | CU      |
|                                              | Stientje van Veldhoven | Stientje van Veldhoven (nacido 1973) | Secretaria de Estado             | Transporte público (Dentro Infraestructura y Administración de Agua)                          | 26 de octubre de 2017 – En el cargo             | D66     |
|                                              | Tamara van Ark         | Tamara van Ark (nacido 1974)         | Secretaria de Estado             | Pobreza (dentro Asuntos Sociales y Ocupación)                                                 | 26 de octubre de 2017 – En el cargo             | VVD     |
| Fuente: (en neerlandés) Parlement & Politiek |                        |                                      |                                  |                                                                                               |                                                 |         |